# メニフィー (競走馬)
メニフィー（Menifee、1996年3月4日 - 2019年6月13日）は、アメリカの競走馬、種牡馬。1999年ブルーグラスステークス、ハスケル招待ハンデキャップと3歳G1を2勝したほか、同年のケンタッキーダービーとプリークネスステークスでともに二冠馬カリズマティックの2着に入った。
2007年からは韓国の種牡馬として供用され、2014年韓国年度代表馬ギョンブデロ、韓国三冠馬・2017年年度代表馬パワーブレードを輩出するなど同国で活躍した。韓国リーディングサイアー（2012年 - 2017年、2019年、2021年）。

## 戦績

### 2歳（1998年）
7月16日の未勝利戦でデビューして1着、次いで一般戦では2着馬キャットシーフ、3着馬レモンドロップキッドを破って勝利。2戦2勝で2歳シーズンを終えた。

### 3歳（1999年）
一般戦1着、タンパベイダービー（L）2着を経て、4月10日のブルーグラスステークス（G1）でキャットシーフを破り優勝。
続いて三冠戦に駒を進め、スティーヴンガットイーヴンに次ぐ2番人気に支持されたケンタッキーダービー（G1）ではカリズマティックのクビ差2着、1番人気に支持されたプリークネスステークス（G1）ではカリズマティックの1馬身1/2差2着という成績を残した。
ベルモントステークス（G1）ではレモンドロップキッドの8着と掲示板を外したものの、8月8日のハスケル招待ハンデキャップ（G1）ではトップハンデを負いながらキャットシーフを破って優勝した。
トラヴァーズステークス（G1）ではレモンドロップキッドの3着、スーパーダービー（G1）ではエクトンパークの2着と、ともに1番人気に支持されたが勝ちきれず、3歳シーズンを終えて現役を退いた。

## 競走成績
以下の内容は、Racing Post、Equibaseの情報に基づく。
| 競走日     | 競馬場                 | 競走名               | 格 | 距離（馬場） | 頭数 | 枠番 | 馬番 | 着順 | タイム  | 着差       | 騎手   | 斤量 | 1着馬（2着馬）      |
| ---------- | ---------------------- | -------------------- | -- | ------------ | ---- | ---- | ---- | ---- | ------- | ---------- | ------ | ---- | ------------------- |
| 1998.07.16 | モンマスパーク         | 未勝利戦             |    | ダ5.5f（Fs） | 9    | 8    | 9    | 01着 | 1:04.40 | 3馬身 1/2  | P.デイ | 118  | （Two Punch Sonny） |
| 0000.08.21 | サラトガ               | 一般戦               |    | ダ7f（Fs）   | 5    | 3    | 3    | 01着 | 1:23.03 | 3馬身      | P.デイ | 116  | （Cat Thief）       |
| 1999.02.27 | ガルフストリームパーク | 一般戦               |    | ダ7f（Fs）   | 7    | 7    | 8    | 01着 | 1:22.44 | 3馬身 3/4  | P.デイ | 119  | （Deputy Mac）      |
| 0000.03.21 | タンパベイ             | タンパベイダービー   | L  | ダ8.5f（Fs） | 6    | 6    | 6    | 02着 | -       | 1馬身      | P.デイ | 120  | Pineaff             |
| 0000.04.10 | キーンランド           | ブルーグラスS        | G1 | ダ9f（Fs）   | 8    | 8    | 8    | 01着 | 1:48.66 | 1馬身 1/4  | P.デイ | 123  | （Cat Thief）       |
| 0000.05.01 | チャーチルダウンズ     | ケンタッキーダービー | G1 | ダ10f（Fs）  | 19   | 18   | 13   | 02着 | -       | クビ       | P.デイ | 126  | Charismatic         |
| 0000.05.15 | ピムリコ               | プリークネスS        | G1 | ダ9.5f（Fs） | 14   | 5    | 5    | 02着 | -       | 1馬身 1/2  | P.デイ | 126  | Charismatic         |
| 0000.06.05 | ベルモントパーク       | ベルモントS          | G1 | ダ12f（Fs）  | 12   | 10   | 10   | 08着 | -       | 18馬身 1/2 | P.デイ | 126  | Lemon Drop Kid      |
| 0000.08.08 | モンマスパーク         | ハスケル招待H        | G1 | ダ9f（St）   | 8    | 6    | 7    | 01着 | 1:48.06 | 1/2馬身    | P.デイ | 124  | （Cat Thief）       |
| 0000.08.28 | サラトガ               | トラヴァーズS        | G1 | ダ10f（Fs）  | 8    | 1    | 1    | 03着 | -       | 2馬身 3/4  | P.デイ | 126  | Lemon Drop Kid      |
| 0000.10.02 | ルイジアナダウンズ     | スーパーダービー     | G1 | ダ10f（Fs）  | 8    | 5    | 5    | 02着 | -       | 2馬身      | P.デイ | 126  | Ecton Park          |

## 種牡馬時代
2000年から2006年まで生産者アーサー・ハンコック3世のストーンファームで供用された。
2006年韓国馬事会（KRA）によって購入され、翌2007年から韓国馬事会の済州スタッドファームにおいて供用された。
韓国三冠馬パワーブレードを含む6頭のコリアンダービー（韓国GI）馬や、2頭のコリアンダービー馬を含む5頭のコリアンオークス（韓国GII）馬、また年度代表馬ギョンブデロを輩出するなど活躍し、韓国の年度リーディングサイアーに8度輝いた（2012年 - 2017年、2019年、2021年）。
済州スタッドファームでメニフィーはすぐに韓国語に反応するようになったことから、「メニフィーは韓国語を話す」と言われたという。

## 種牡馬成績

### 主な産駒
- 2005年生
  - Game Face / ゲームフェイス（2008年オールドハットステークス（英語版）、ラトロワンヌステークス、2009年プリンセスルーニーハンデキャップ、インサイドインフォメーションステークス（英語版）、オナラブルミスハンデキャップ（英語版）、ファーストレディステークス）[14]
- 2009年生
  - Gyeongbudaero / ギョンブデロ（2014年大統領杯、グランプリ）[15]
- 2010年生
  - Speedy First / スピーディファースト（2013年コリアンダービー）[16]
- 2011年生
  - Queen’s Blade / クイーンズブレード（2014年コリアンダービー）[17]
- 2012年生
  - Yeongcheon Ace / ヨンチョンエース（2015年コリアンダービー）[18]
- 2013年生
  - Power Blade / パワーブレード（2016年コリアンダービー、2017年グランプリ）[19]
- 2014年生
  - Final Boss / ファイナルボス（2017年コリアンダービー）[20]
- 2015年生
  - New Legend / ニューレジェンド（2019年大統領杯）[21]
- 2017年生
  - Save The World / セーヴザワールド（2020年コリアンダービー）[22]

出典：

## 血統表
| メニフィーの血統      | メニフィーの血統           | メニフィーの血統 | （血統表の出典） | （血統表の出典） |
| 父 Harlan 1989        | 父の父Storm Cat 1983       | Storm Bird       | Northern Dancer  | Northern Dancer  |
| 父 Harlan 1989        | 父の父Storm Cat 1983       | Storm Bird       | South Ocean      |                  |
| 父 Harlan 1989        | 父の父Storm Cat 1983       | Terlingua        | Secretariat      | Secretariat      |
| 父 Harlan 1989        | 父の父Storm Cat 1983       | Terlingua        | Crimson Saint    |                  |
| 父 Harlan 1989        | 父の母Country Romance 1976 | Halo             | Hail to Reason   | Hail to Reason   |
| 父 Harlan 1989        | 父の母Country Romance 1976 | Halo             | Cosmah           |                  |
| 父 Harlan 1989        | 父の母Country Romance 1976 | Sweet Romance    | *ガンボウ        | *ガンボウ        |
| 父 Harlan 1989        | 父の母Country Romance 1976 | Sweet Romance    | Suiti            |                  |
| 母 Anne Campbell 1973 | 母の父Never Bend 1960      | Nasrullah        | Nearco           | Nearco           |
| 母 Anne Campbell 1973 | 母の父Never Bend 1960      | Nasrullah        | Mumtaz Begum     |                  |
| 母 Anne Campbell 1973 | 母の父Never Bend 1960      | Lalun            | Djeddah          | Djeddah          |
| 母 Anne Campbell 1973 | 母の父Never Bend 1960      | Lalun            | Be Faithful      |                  |
| 母 Anne Campbell 1973 | 母の母Repercussion 1966    | Tatan            | The Yuvaraj      | The Yuvaraj      |
| 母 Anne Campbell 1973 | 母の母Repercussion 1966    | Tatan            | Valkyrie         |                  |
| 母 Anne Campbell 1973 | 母の母Repercussion 1966    | Tomina           | Tom Fool         | Tom Fool         |
| 母 Anne Campbell 1973 | 母の母Repercussion 1966    | Tomina           | Secret Meeting   |                  |
| 母系(F-No.)           | (FN:16-h)                  | (FN:16-h)        | (FN:16-h)        | [ § 2 ]          |
| 5代内の近親交配       | アウトブリード             | アウトブリード   | アウトブリード   | [ § 3 ]          |
| 出典                  | 1. 2. 3.                   | 1. 2. 3.         | 1. 2. 3.         | 1. 2. 3.         |